# Diözese Gloucester

Wappen

Die Diözese Gloucester ist eine Diözese der Church of England in der Province of Canterbury. Ihr Sitz ist Gloucester Cathedral in Gloucester. Bischöfin ist seit 2015 Rachel Treweek.

## Gebiet
Das Gebiet der Diözese umfasst Gloucestershire (ohne South Gloucestershire). Ein Suffraganbischof hat seinen Sitz in Tewkesbury. Die Diözese ist in zwei Archidiakonate (Cheltenham und Gloucester) aufgeteilt.

## Geschichte
Die Kathedrale der Heiligen Dreifaltigkeit von Gloucester in der Nähe des Flusses im Norden der Stadt steht auf Fundamenten einer alten Klosteranlage aus dem Jahre 681, die St. Peter gewidmet war. Hier wurde König Eduard II. von England beigesetzt. Heinrich VIII. löste die Abtei auf und im Jahr 1541 wurde diese Kirche zur Kathedrale der neuen Diözese Gloucester erhoben. Das Gründungsdatum der Diözese ist der 3. September 1541.  
Zwischen 1552 und 1554 sowie zwischen 1836 und 1897 gehörte auch das Gebiet der Diözese Bristol zur Diözese.
Am 26. März 2015 wurde Rachel Treweek zur Bischöfin von Gloucester ernannt. Sie war die erste Diözesanbischöfin in der Church of England.  